# Gari Melchers

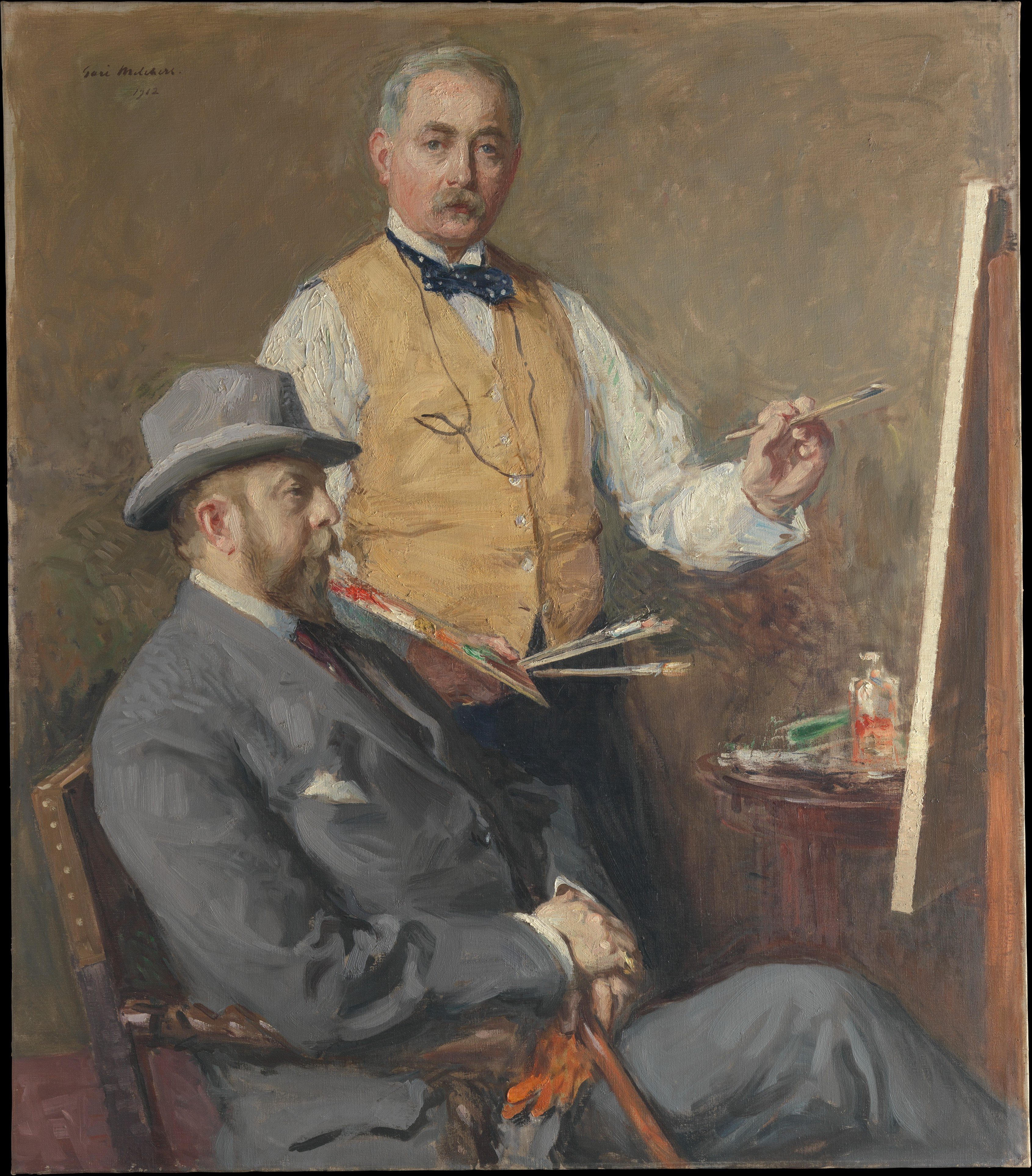
Gari Melchers i Hugo Reisinger w studio w 1912

Julius Garibaldi Melchers (ur. 11 sierpnia 1860 w Detroit, zm. 30 listopada 1932 we Fredericksburgu) – amerykański malarz naturalista.

## Życiorys
Urodził się w Detroit, jego ojciec Julius Theodore Melchers (1829–1908) był znanym rzeźbiarzem. Już w 17. roku życia podjął studia artystyczne Düsseldorfie u Eduarda von Gebhardta. Po trzech latach przeniósł się do Paryża, by kontynuować naukę w Académie Julian i École des Beaux-Arts pod kierunkiem Lefebvrea i Boulangera. Po zakończeniu nauki osiadł w Egmond w Holandii. W 1915 wrócił do Nowego Jorku, aby otworzyć studio w budynku Beaux-Arts w Bryant Park. Od 1920 do 1928 pełnił funkcję prezesa New Society of Artists. Ostatnie lata życia spędził w Belmont Estate w Falmouth, niedaleko Fredericksburga.
Był członkiem National Academy of Design w Nowym Jorku, Pruskiej Akademii Nauk w Berlinie, Socit Nationale des Beaux Arts w Paryżu, International Society of Painters, Sculptors and Engravers w Londynie i Secession Society w Monachium. Wśród wielu nagród i odznaczeń, które otrzymał do najważniejszych należą francuski Krzyż Oficerski Legii Honorowej i niemiecki Order Czerwonego Orła.

## Twórczość
Melchers malował wiejskie sceny rodzajowe, portrety, pejzaże i sceny religijne. Tworzył także dekoracje ścienne m.in. w Bibliotece Kongresu w Waszyngtonie. Jego prace odznaczały się akademickim podejściem do malarstwa i perfekcyjną techniką.